# Sonja Kesselschläger
Sonja Kesselschläger (Finsterwalde, 20 januari 1978) is een Duitse voormalige atlete, die verschillende jaren tot de Duitse top behoorde op het onderdeel zevenkamp. Haar grootste succes was een zesde plaats op de Olympische Spelen van Athene in 2004 en een achtste plaats op de wereldkampioenschappen van 2003 in Parijs.

## Loopbaan
In 2006 kon Kesselsläger zich wegens een blessure niet kwalificeren voor de Europese kampioenschappen in Göteborg. Op 17 juni 2007 won ze een bronzen medaille op het EK zevenkamp U23 in Ratingen met 6184 punten. Op de Olympische Spelen van 2008 in Peking moest ze zich tevreden stellen met een vijftiende plaats.
Aan het eind van 2009 beëindigde Kesselsläger haar atletiekloopbaan.
Van beroep was Kesselsläger sportsoldate. Daarnaast studeerde ze bedrijfswetenschappen aan de Vrije Universiteit van Hagen, een studie die zij in 2008 met een diploma afrondde.

## Titels
- Duits kampioene zevenkamp: 2005
- Duits indoorkampioene vijfkamp: 2003, 2004, 2005, 2006

## Persoonlijke records
Outdoor
| Onderdeel    | Prestatie | Datum            | Plaats   |
| ------------ | --------- | ---------------- | -------- |
| 200 m        | 24,52 s   | 15 juni 2002     | Ratingen |
| 800 m        | 2.11,92   | 22 juni 2008     | Ratingen |
| 100 m horden | 13,34 s   | 23 augustus 2003 | Parijs   |
| hoogspringen | 1,85 m    | 3 mei 2000       | Götzis   |
| verspringen  | 6,42 m    | 21 augustus 2004 | Athene   |
| kogelstoten  | 14,53 m   | 20 augustus 2004 | Athene   |
| speerwerpen  | 45,93 m   | 7 augustus 2005  | Helsinki |
| zevenkamp    | 6311 p    | 22 juni 2008     | Ratingen |

Indoor
| Onderdeel    | Prestatie | Datum            | Plaats            |
| ------------ | --------- | ---------------- | ----------------- |
| 400 m        | 55,94 s   | 15 februari 2005 | Stockholm         |
| 800 m        | 2.14,04   | 30 januari 2005  | Halle             |
| 60 m horden  | 8,36 s    | 30 januari 2005  | Halle             |
| hoogspringen | 1,84 m    | 4 maart 2005     | Madrid            |
| verspringen  | 6,35 m    | 2 februari 2003  | Halle             |
| kogelstoten  | 14,94 m   | 27 januari 2008  | Frankfurt-Kalbach |
| vijfkamp     | 4587 p    | 4 maart 2005     | Madrid            |

## Palmares
| Jaar | Wedstrijd   | Plaats     | Resultaat | Extra              |
| ---- | ----------- | ---------- | --------- | ------------------ |
| 1996 | WK junioren | Sydney     | 7e        | zevenkamp          |
| 1997 | EK junioren | Ljubljana  | 3e        | zevenkamp          |
| 2000 | EK indoor   | Gent       | 6e        | vijfkamp           |
| 2001 | Universiade | Peking     | 3e        | zevenkamp          |
| 2002 | EK indoor   | Wenen      | 5e        | vijfkamp           |
|      | EK          | Boedapest  | 9e        | zevenkamp          |
| 2003 | WK indoor   | Birmingham | 4e        | vijfkamp           |
|      | WK          | Parijs     | 8e        | zevenkamp          |
| 2004 | OS          | Athene     | 10e       | zevenkamp, 6287 PR |
| 2005 | EK indoor   | Madrid     | 5e        | vijfkamp           |
|      | WK          | Helsinki   | 10e       | zevenkamp          |
| 2006 | WK indoor   | Moskou     | 6e        | vijfkamp           |
| 2007 | WK          | Osaka      | 13e       | zevenkamp          |
| 2008 | OS          | Peking     | 15e       | zevenkamp          |
| 2009 | EK indoor   | Turijn     | 12e       | vijfkamp           |